# Oikistes
Oikistes – w starożytnej Grecji mianowany przywódca stojący na czele grupy kolonistów i założyciel kolonii.
Oikistes z reguły wywodził się z warstwy rządzącej w metropolii. Był delegowany przez macierzystą polis i wyposażony  w szerokie uprawnienia, wykraczające daleko poza kompetencje zwyczajowo przyznawane urzędnikom. To on organizował ekspedycję, zasięgając wcześniej rady w wyroczni Apollina w Delfach (Apollo był patronem kolonistów), a następnie dowodził podbojem nowych ziem i obejmował rządy w założonym przez siebie mieście. Do jego zadań na nowym miejscu należało:
- opieka nad ogniem świątynnym Hestii, który zabierano z prytanejonu ojczystego miasta i rozpalano w prytanejonie nowo zakładanej kolonii,
- przewodniczenie ceremoniom religijnym poprzedzającym wytyczanie granic nowego miasta i miejsc pod świątynie,
- nadzór nad podziałem ziemi,
- spisanie prawa i stworzenie instytucji prawnych nowego miasta, które wzorował zazwyczaj na podobnych instytucjach macierzystego polis z ustrojem arystokratycznym.

Po śmierci oikistes był często czczony w nowej polis jako heros-założyciel.